# رنا شريف أحمد
رنا شريف أحمد هي لاعب كرة مضرب مصرية، ولدت في 20 يونيو 1994.

## وصلات خارجية
- رنا شريف أحمد على موقع رابطة محترفات التنس (الإنجليزية)
- رنا شريف أحمد على موقع الاتحاد الدولي لكرة المضرب (الإنجليزية)
- رنا شريف أحمد على موقع كأس بيلي جين كينغ (الإنجليزية)
- رنا شريف أحمد على موقع خلاصة التنس.كوم (الإنجليزية)
- رنا شريف أحمد على موقع إي إس بي إن.كوم (الإنجليزية)